# Gaetano Capocci
Gaetano Capocci (Roma, 16 d'octubre de 1811 – Roma, 11 de gener de 1898) fou un organista i compositor italià. Era el pare del també músic Filippo Capocci (1840-1875).
Fou mestre de capella a Sant Joan del Laterà, on tingué entre altres alumnes a Remigio Renzi.
Se li deuen diverses obres de música religiosa i profana, destacant entre les primeres l'oratori Battista (1833), i entre les segones l'òpera Assalone (1842).